# Sarah Chapman

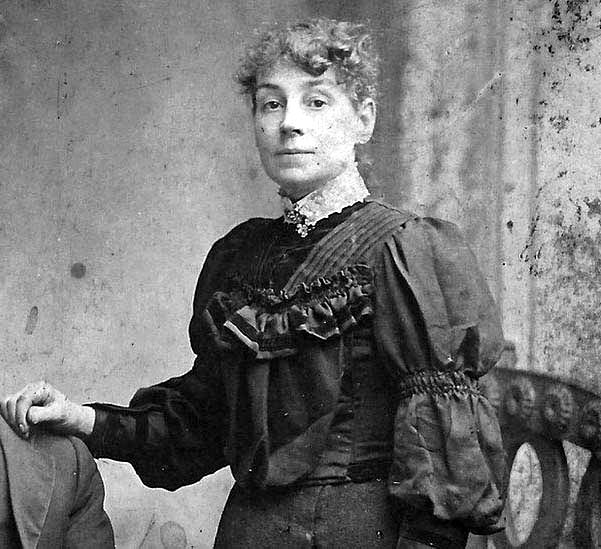
Chapman, c. 1900

Sarah Chapman (später Sarah Dearman; * 31. Oktober 1862 in Mile End, London; † 27. November 1945) war eine britische Aktivistin. Sie war eine der Anführerinnen des Streiks der Streichholzarbeiterinnen von 1888. Chapman und andere an diesem Streik Beteiligte werden seither als „Pionierinnen der Gleichstellung der Geschlechter und der Fairness am Arbeitsplatz anerkannt, die ... ein bleibendes Vermächtnis in der Gewerkschaftsbewegung hinterlassen haben“.

## Leben
Sarah Chapman wurde am 31. Oktober 1862 als fünftes von sieben Kindern von Samuel Chapman, einem Brauereidiener, und Sarah Ann Mackenzie geboren. Sarah Chapman wohnte ihr gesamtes Leben im Londoner East End, ihre frühe Kindheit verbrachte sie im dortigen Stadtteil Mile End. Im Alter von 19 Jahren war Sarah Chapman zusammen mit ihrer Mutter und ihrer älteren Schwester als Maschinistin in einer Streichholzfabrik bei Bryant & May angestellt. Zur Zeit des Streiks von 1888 hatte Sarah Chapman dort eine vergleichsweise gut bezahlte Stelle und war festes Mitglied der Belegschaft.
Im Dezember 1891 heiratete Chapman den Tischler Charles Henry Dearman. 1892 bekamen sie ihr erstes Kind, Sarah Elsie. Insgesamt hatte sie sechs Kinder. Die Familie zog später nach Bethnal Green, wo Sarah für den Rest ihres Lebens blieb. Charles Henry Dearman starb 1922.
Sarah Dearman starb am 27. November 1945 im Alter von 83 Jahren im Krankenhaus von Bethnal Green und wurde von drei ihrer sechs Kinder überlebt. Zusammen mit fünf anderen verstorbenen Menschen wurde Sarah Dearman in einem nicht gekennzeichneten Grab auf dem Manor Park Cemetery beigesetzt.

## Rolle im Streik der Streichholzarbeiterinnen
Im Juni 1888 stimmten die Mitglieder der Fabian Society einem Boykott der Streichhölzer von Bryant & May zu, um auf die schlechten Bedingungen in der Fabrik und die Misshandlung der Arbeiterinnen zu reagieren. Die Freidenkerin und Reformerin Annie Besant traf sich später mit den Arbeiterinnen vor der Fabrik, um mehr darüber zu erfahren, und veröffentlichte am 23. Juni in The Link einen Artikel mit dem Titel White Slavery in London. Bryant & May versuchte, die Beschäftigten zu zwingen, Erklärungen zu unterschreiben, in denen sie die Behauptungen revidieren. Die Arbeiterinnen weigerten sich. Am 5. Juli 1888 traten rund 1400 Frauen in den Streik.
Am nächsten Tag marschierten 200 Frauen zur Bouverie Street und suchten die Unterstützung von Annie Besant. Chapman war eine von drei Frauen, die sich mit Besant trafen und sich ihre Unterstützung bei der Bildung eines Streikkomitees sicherten. Mary Naulls, Mary Cummings, Sarah Chapman, Alice Francis, Kate Slater, Mary Driscoll, Jane Wakeling und Eliza Martin waren die ersten Mitglieder dieses Komitees. Die Frauen hielten öffentliche Versammlungen ab, erhielten eine wohlwollende Berichterstattung in der Presse und konnten die Unterstützung verschiedener Abgeordneter gewinnen. Chapman und das Streikkomitee erhielten auch Unterstützung von Toynbee Hall und dem Londoner Handelsrat und nach einem Treffen mit der Geschäftsführung von Bryant & May wurde ihrem Forderungskatalog zugestimmt.
Die Frauen gründeten daraufhin die Gewerkschaft Union of Women Match Makers, deren Gründungsversammlung am 27. Juli in der Stepney Meeting Hall stattfand. Zwölf Frauen wurden in den Vorstand gewählt, darunter Sarah Chapman. Es war die größte Frauengewerkschaft des Landes. Chapman wurde zur ersten Vertreterin der Gewerkschaft im Trades Union Congress (TUC) gewählt und gehörte zu den Teilnehmern des Internationalen Gewerkschaftskongresses 1888 in London.

## Sarah Chapmans Vermächtnis
Seit 2019 bemüht sich eine gemeinnützige Organisation namens The Matchgirls Memorial darum, das Bewusstsein für den Matchgirls' Strike und seine Teilnehmerinnen zu schärfen. Es gingen Spenden für die Errichtung eines Grabsteins für Sarah Chapman ein und die Organisation beabsichtigt, eine Statue zum Gedenken an die Streikenden und die Organisatorinnen zu errichten.
Im Jahr 2020 wurde als Reaktion auf den Plan des Manor Park Friedhofs, das Grab von Sarah Chapman aufzuschütten, eine Petition eingereicht, in der der Schutz des Grabes gefordert wurde. Im Juli desselben Jahres wurde im Parlament ein Antrag eingebracht, in dem die Besorgnis über die geplante Zerstörung der Grabstätte von Sarah Chapman zum Ausdruck gebracht wurde. In dem Antrag, der von Apsana Begum, Rushanara Ali, John Cryer, Jim Shannon, Alison Thewliss und Ian Lavery unterstützt wurde, hieß es:

„That this House is alarmed at the imminent plans to mound the grave of Sarah Dearman (nee Chapman), a key organiser of the matchgirl’s strike in 1888 in Manor Park Cemetery, East London; notes that Sarah Chapman played a leading role in the historic strike and that the matchgirls as pioneers of gender equality and fairness at work who through their strike action and formation of the Union of Women Match Makers left a lasting legacy on the trade union movement; believes that Sarah Chapman’s grave is of special historic interest and illustrates important aspects of social, economic and political history; calls on the Government to intervene to stop the imminent loss of an important piece of London’s rich and diverse history; and further calls on the Government to inspect the mounding process to ensure that there is no disturbance of early burials when new graves are dug.“

„Das Parlament ist beunruhigt über die bevorstehenden Pläne, das Grab von Sarah Dearman (geb. Chapman), einer der Hauptorganisatorinnen des matchgirl’s strike von 1888, auf dem Manor Park Friedhof im Osten Londons zu schaufeln; stellt fest, dass Sarah Chapman eine führende Rolle in dem historischen Streik gespielt hat und dass die Streichholzarbeiterinnen als Pionierinnen der Gleichberechtigung der Geschlechter und der Fairness am Arbeitsplatz durch ihre Streiks und die Gründung der Union of Women Match Makers ein bleibendes Vermächtnis für die Gewerkschaftsbewegung hinterlassen haben; ist der Ansicht, dass Sarah Chapmans Grab von besonderem historischem Interesse ist und wichtige Aspekte der sozialen, wirtschaftlichen und politischen Geschichte veranschaulicht; fordert die Regierung auf, zu intervenieren, um den drohenden Verlust eines wichtigen Teils der reichen und vielfältigen Geschichte Londons zu verhindern; und fordert die Regierung ferner auf, den Aufschüttungsprozess zu überprüfen, um sicherzustellen, dass beim Ausheben neuer Gräber keine frühen Bestattungen gestört werden.“

Im Jahr 2021 wurde bekannt gegeben, dass eine neue Wohnsiedlung in Bow nach Sarah Chapman benannt werden soll. Im Jahr 2022 kündigte English Heritage an, dass auf dem Gelände der ehemaligen Bryant and May-Fabrik in Bow, London, eine Blue Plaque für den Matchgirls' Strike angebracht werden soll. Die Gedenktafel wurde am 5. Juli 2022 im Bow Quarter, Fairfield Road, Tower Hamlets, von der Schauspielerin Anita Dobson, einer Urenkelin von Chapman, und Sam Johnson, einem Treuhänder von The Match Girls Memorial, der die Kampagne für die Gedenktafel geleitet hatte, enthüllt.
Chapman erscheint als Figur in dem 2022 erschienenen Netflix-Film Enola Holmes 2, gespielt von der Schauspielerin Hannah Dodd. Der Film bietet eine fiktionalisierte Darstellung der Ursprünge des Matchgirls' Strike, in die sowohl die Titelfigur als auch ihr Bruder Sherlock verwickelt werden, würdigt diese aber im Abspann für ihre Rolle im Kampf um Arbeits- und Frauenrechte.